# Mätasselja
Mätasselja (Duits: Metaselg) is een plaats in de Estlandse gemeente Saaremaa, provincie Saaremaa. De plaats heeft de status van dorp (Estisch: küla) en telt 45 inwoners (2021).
Tot in december 2014 behoorde Mätasselja tot de gemeente Kärla, daarna tot in oktober 2017 tot de gemeente Lääne-Saare en sindsdien tot de fusiegemeente Saaremaa.

## Geschiedenis
Mätasselja werd in 1454 voor het eerst genoemd onder de naam Metzell. Vanaf het midden van de 18e eeuw lag het dorp op het landgoed van Mõnnuste.
Tussen 1977 en 1997 maakte het buurdorp Kuuse deel uit van Mätasselja.